# Level Park-Oak Park
Level Park-Oak Park é uma Região censo-designada localizada no estado americano de Michigan, no Condado de Calhoun.

## Demografia
Segundo o censo americano de 2000, a sua população era de 3605 habitantes.

## Geografia
De acordo com o United States Census Bureau tem uma área de
13,8 km², dos quais 13,8 km² cobertos por terra e 0,0 km² cobertos por água.

## Localidades na vizinhança
O diagrama seguinte representa as localidades num raio de 12 km ao redor de Level Park-Oak Park.